# Dondersia namibiensis
Dondersia namibiensis is een Solenogastressoort uit de familie van de Dondersiidae. De wetenschappelijke naam van de soort is voor het eerst geldig gepubliceerd in 2012 door Scheltema, Schander & Kocot.